# Virgin Samoa

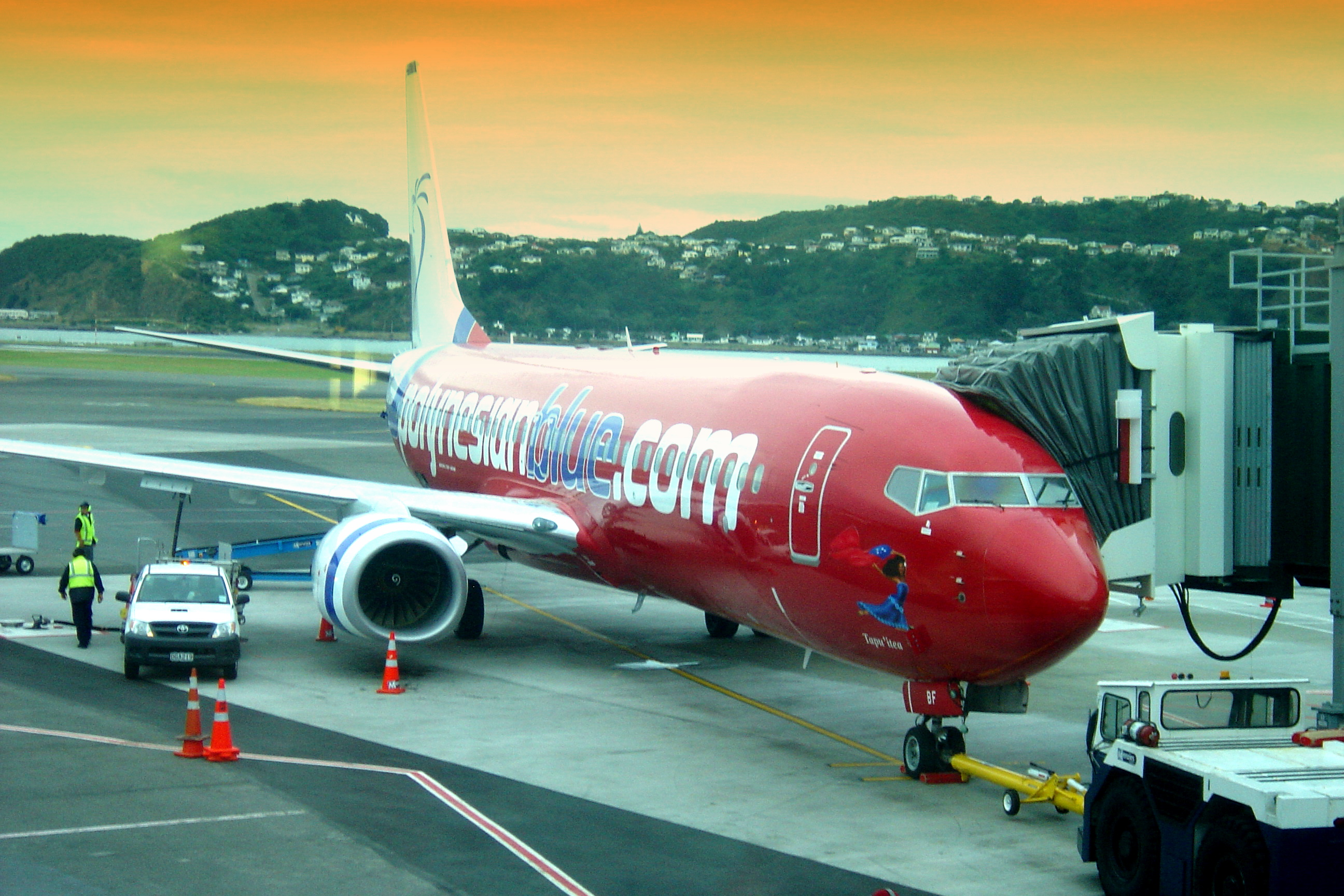
Boeing 737-800 (реєстраційний номер ZK-PBF, «Tapu'itea») авіакомпанії Polynesian Blue в Міжнародному аеропорту Веллінгтон

Virgin Samoa колишня Polynesian Blue — колишня авіакомпанія конгломерату комерційних компаній Virgin Group, яка виконувала регулярні пасажирські рейси між аеропортами Самоа, Австралії та Нової Зеландії. 49 % власності перевізника належить уряду Самоа і фактично знаходиться в управлінні національної авіакомпанії Polynesian Airlines, яка в 2005 році припинила експлуатацію реактивної авіації, передавши міжнародні маршрути в Polynesian Blue.
Припинила діяльність 12 листопада 2017.

## Історія
У 2005 році керівництво холдингу Virgin Blue підписав з урядом Самоа угоду, за якою була організована комерційна авіакомпанія Polynesian Blue. Умови договору обговорювалися протягом декількох місяців, в результаті чого було прийнято рішення про формування нового перевізника та передачу йому прав на виконання міжнародних регулярних авіарейсів на реактивних літаках, до цього часу які виконувалися національною авіакомпанією Самоа Polynesian Airlines. Назва Polynesian Blue народилося з частини торгової марки Polynesian Airlines і частини бренду авіакомпанії Pacific Blue Airlines з Крайстчерча, що входить до складу холдингу Virgin Blue. Перший комерційний політ нової авіакомпанії був виконаний 25 жовтня 2005 року між аеропортами міст Апіа (Самоа), Окленд (Нова Зеландія) і Сідней (Австралія).
Polynesian Blue на 49 % належить уряду Самоа, ще 49 % акцій знаходяться у власності холдингу Virgin Blue і торгуються на австралійській біржі в складі акцій холдингу VBA), інші два відсотки належать приватному інвестору — власнику мережі готелів і ресторанів Самоа.
Кілька місяців потому після початку польотів Polynesian Blue була змушена змінити позивний ІКАО з PBI на PBN для ліквідації плутанини в роботі диспетчерських служб. Аналогічна ситуація сталася і в авіакомпанії Pacific Blue Airlines, яка призупинила використання позивного ІКАО PLB (Polyblue) і в даний час працює під іншим кодом ІКАО, колишній позивний авіакомпанії знаходиться в резерві і не використовується.
Авіакомпанія Polynesian Blue в даний час експлуатує один літак Boeing 737-800, лівреї якого розфарбована у фірмові кольори компаній холдингу Virgin Blue. Фюзеляж літака розфарбований у червоний колір, на хвості лайнера зображені стилізовані пальми. Boeing 737-800 авіакомпанії має реєстраційний номер ZK-PBF і носить неофіційну назву «Tapu'itea».

## Маршрутна мережа
Станом на травень 2007 року маршрутна мережа авіакомпанії Polynesian Blue включала в себе наступні аеропорти:
- Австралія
  - Сідней — Аеропорт Сідней
  - Брисбен — Аеропорт Брисбен
- Нова Зеландія
  - Окленд — Аеропорт Окленд
- Самоа
  - Апіа — Аеропорт Фалеоло

## Сервіс на борту
Авіакомпанія Polynesian Blue пропонує пасажирам на борту харчування та напої за окрему плату і за окремим меню.

## Флот
У грудні 2008 року повітряний флот авіакомпанії Polynesian Blue складався з одного літака: